# Charriol
Charriol es una marca suiza de relojería y de joyería de alta gama, con sede en Ginebra. Fundada en 1983 por el empresario francés Philippe Charriol, la Maison Charriol está dirigida por Coralie Charriol, presidenta del consejo, directora general y directora creativa. La firma opera internacionalmente a través de sus propias tiendas, socios regionales y en línea.
Si bien Charriol se especializa como fabricante y minorista de relojes de alta gama y joyería fina, también produce accesorios como artículos de cuero e instrumentos de escritura, y otorga licencias de su marca.

## Historia

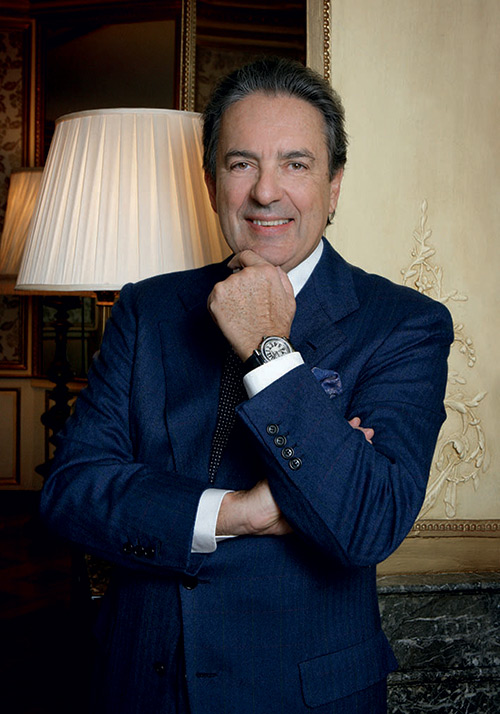
Philippe Charriol

En 1983, Philippe Charriol dejó su puesto como presidente de Cartier para fundar su propia marca de lujo en Ginebra: Charriol. Su primera colección, la Celtic Collection, incorporó el icónico brazalete a base de cables trenzados de la marca, que rápidamente pasó a ser distribuida en América, Asia y Europa.
En febrero de 2019, Philippe Charriol falleció en un accidente automovilístico en el Circuito Paul Ricard de le Castellet, Francia. Más tarde esa primavera, su hija Coralie Charriol, entonces directora creativa de la marca, fue elegida presidenta del consejo de administración y posteriormente CEO en 2020. En la exposición Watches & Wonders de 2023, presentó su primera colección de relojes: el St-Tropez Navigator.
La Fundación Philippe Charriol financia a artistas de Hong Kong mediante becas para instituciones extranjeras.

## Patrocinio deportivo
En 2001, Charriol fue el cronometrador oficial del Super Trofeo Lamborghini. También patrocinó al motociclista Loris Baz en el Campeonato Mundial de Superbikes. En 2002, la marca fue el cronometrador oficial del Trofeo Andros, y patrocinó al piloto Christophe Bouchut en 2005. De 2007 a 2008, fue el patrocinador oficial de los Phoenix Suns de la NBA.